# Papillodermatidae
Papillodermatidae zijn een familie van weekdieren uit de klasse van de Gastropoda (slakken).

## Taxonomie
De volgende taxa zijn bij de familie ingedeeld:
- Geslacht Papilloderma Wiktor, Martin & Castillejo, 1990
  - Papilloderma altonagai Wiktor, Martin & Castillejo, 1990